# 갈원초등학교
갈원초등학교는 대한민국 충청북도 청주시 서원구 남이면 갈원리에 있는 공립 초등학교다.

## 학교 연혁
- 1941년 10월 1일 갈원공립국민학교 개교(설립인가 8월 8일)
- 1984년 6월 15일 병설유치원 개원
- 1996년 3월 1일 갈원초등학교로 교명 변경
- 2007년 12월 5일 급식소 증축공사 준공
- 2007년 12월 31일 과학실 현대화 리모델링 준공
- 2009년 5월 11일 향나무도서관 리모델링 준공
- 2010년 7월 21일 다목적실 준공
- 2011년 12월 28일 영어전용교실 설치
- 2012년 1월 15일 교문 개축
- 2021년 9월 1일 제26대 윤명숙 학교장 부임
- 2022년 2월 3일 도서관 리모델링
- 2023년 12월 5일 체육관 준공(가온마루)
- 2025년 1월 10일 제77회 졸업식(졸업생 3,534명)

## 참고 자료
- 갈원초등학교 - 한국교육학술정보원 학교알리미